# Letov Š-20
Letov Š-20 – czechosłowacki samolot myśliwski z okresu międzywojennego.

## Historia
W 1925 roku w wojskowej wytwórni lotniczej Letov opracowano kolejny samolot myśliwski oznaczony jako Š-20. Był to typowy dwupłat preferowany przez lotnictwo wojskowe z licencyjnym silnikiem produkowanym w Škodzie o mocy 300 KM.
Prototyp został oblatany 1925 roku. W roku 1926 przedstawiono w konkursie na samolot myśliwski dla czechosłowackiego lotnictwa, w którym wystawiono także samolot Avia BH-21. Konkurs wykazał, że oba samoloty nadają się dla lotnictwa, przy czym samolot BH-21 miał lepsze właściwości akrobacyjne, a Š-20 rozwijał większe prędkości. Wobec powyższego lotnictwo zamówiło oba samoloty. 

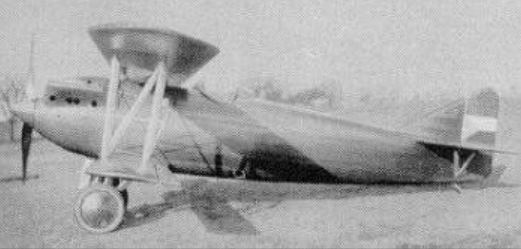
Letov Š-20R

Zamówiono serię 105 samolotów Š-20, które budowano od 1926 roku. Po skończeniu produkcji dla czechosłowackiego wyprodukowano jeszcze 10 samolotów oznaczonych jako Š-20L dla lotnictwa Litwy. 

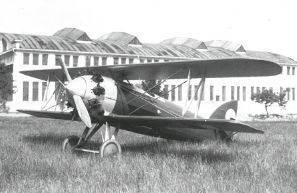
Letov Š-20J

Opracowano jeszcze i zbudowano prototypy dwóch wersji tego samolotu: Š-20R (Š-20M) – ze zmienioną lżejszą osłoną silnika i Š-20J – z silnikiem Walter Jupiter IV o mocy 430 KM (316 kW).

## Użycie w lotnictwie
Samolot Letov Š-20 od 1926 roku był używany w eskadrach myśliwskich czechosłowackiego 2. pułku lotniczego w Ołomuńcu, a od 1929 roku także w 6. pułku lotniczym w Pradze. Używano ich także w Wojskowej Szkole Lotniczej. Samoloty te były użytkowane do 1936 roku.
Samoloty Š-20 występowały na zawodach lotniczych. W 1925 roku samolot pilotowany przez Budina w zawodach o Puchar Prezydenta Republiki zajął drugie miejsce w konkursie prędkości, osiągając średnią prędkość 234,08 km/h. W tych samych zawodach samolot pilotowany przez kpt. Kalla osiągnął najlepszy wynik na jednym okrążeniu osiągając prędkość 245,237 km/h. W 1926 roku samolot Š-20 pilotowany przez st. kpt. Snašela uczestniczył w Międzynarodowym Mityngu Lotniczym w Zurychu, gdzie zajął czwarte miejsce. W 1927 roku pilot Kovanda na samolocie Š-20J osiągnął pułap 8700 m, co było najlepszym wynikiem w Czechosłowacji.
Samoloty dostarczone lotnictwu litewskiemu były użytkowane do 1935 roku.

## Opis techniczny
Samolot myśliwski Letov Š-20 był dwupłatem o konstrukcji mieszanej: kadłub i usterzenie ogonowe był konstrukcji metalowej, natomiast skrzydła były drewniane. Kadłub mieścił odkrytą kabinę pilota, a przed nią umieszczono silnik. Napęd stanowił silnik widlasty w układzie V, 8-cylindrowy, chłodzony cieczą. Podwozie klasyczne, stałe.
Uzbrojenie stanowiły 2 synchronizowane karabiny maszynowe Vickers kal. 7,7 mm umieszczone nad silnikiem po obu stronach kabiny.